# Arthur Hoffmann (Philosoph)
Arthur Hoffmann (* 10. Juli 1889 in Erfurt; † 8. Februar 1964 ebenda) war ein deutscher nationalsozialistischer Philosoph, Pädagoge und Hochschullehrer.

## Leben und Werk
Der Sohn eines Eisenbahnbeamten besuchte die Bürgerschule in Erfurt, dann das Lehrerseminar und unterrichtete nach seinem Volksschullehrerexamen in Ellrich am Harz. Darauf studierte er, unterbrochen vom Wehrdienst 1916 bis 1918, zwischen 1914 und 1921 Philosophie, Mathematik, Physik und Pädagogik an der Universität Jena. Bruno Bauch promovierte ihn 1921 mit einer Arbeit über „Das Systemprogramm der Philosophie der Werte. Eine Würdigung der Axiologie Wilhelm Windelbands“.
Mit Bauch gründete Hoffmann 1917 die Deutsche Philosophische Gesellschaft, wurde deren Geschäftsführender Vorsitzender und gab von 1921 bis 1927 die Zeitschrift der Gesellschaft heraus: Beiträge zur Philosophie des deutschen Idealismus. Bis 1924 war Hoffmann Assistent bei Bauch, darauf Lehrer in Erfurt und Dozent am Institut für Heilpädagogik Halle (Saale). Von 1929 bis 1932 ging er als Professor für Psychologie und Philosophie an die Pädagogische Akademie Erfurt, die am 31. März 1932 wegen der Finanzkrise (→Weltwirtschaftskrise) geschlossen wurde. Kurzfristig wurde er SA-Truppführer und arbeitete für das Rassenpolitische Amt der NSDAP. Am 1. April 1934 wurde er an die Hochschule für Lehrerbildung Cottbus erneut als Professor für Charakter- und Jugendkunde sowie volksbiologische Grundlagen der Erziehung berufen. Am 21. September 1937 beantragte er die Aufnahme in die NSDAP und wurde rückwirkend zum 1. Mai desselben Jahres aufgenommen (Mitgliedsnummer 4.921.147). Von 1939 bis 1941 lehrte er kurz an der HfL Frankfurt (Oder), bevor er als Leiter der Lehrerbildungsanstalt nach Cottbus zurückkehrte.
Nach 1945 schulte Hoffmann auf Tischler um und arbeitete in einer Erfurter Fabrik sowie Orthopädiewerkstätte so erfolgreich, dass er in der DDR einige Aufsätze zur Geschichte der Orthopädie schrieb.
In seinen Studien wollte Hoffmann durch volksbiologische (erb-, rassen- und bevölkerungskundliche) Faktoren die Psychologie erweitern. Von 1933 an veröffentlichte er Aufsätze über Rassenhygiene, Erblehre und Familienkunde. Die „Rassenmischung“ bezeichnete Hoffmann als sichtbarste Bedrohung des „organisch gewachsenen Lebensverbandes“.

## Schriften
- Kulturgut und Schule: Vom Geiste der Bildung, Stenger, Erfurt 1925
- (Hrsg.): Rassenhygiene, Erblehre, Familienkunde, Stenger, Erfurt 1933
- Schülerheft: Vom Erbgut u. von d. Erbgesundheit unseres Volkes, Stenger, Erfurt 1933
- Der Erziehungspsychologe, Zts. für pädagogische Psychologie, 42 (1941), S. 197–203
- mit Rudolf Frercks: Erbnot und Volksaufartung: Bild und Gegenbild aus dem Leben zur praktischen rassenhygienischen Schulung, Stenger, Erfurt 1934
- Weimar-Jenas Anteil an der Begründung der neuzeitlichen deutschen Orthopädie durch Johann Georg Heine, Zeitschrift der FSU, Jena 1959
- Der Kontakt zwischen dem klassischen Weimar und Würzburg in seiner Auswirkung auf das Werk Johann Georg Heines, Weimar 1959